# Krystian Aranowski
Krystian Aranowski (Toruń, 11 de abril de 1988) es un deportista polaco que compitió en remo.
Ganó una medalla de bronce en el Campeonato Mundial de Remo de 2014 y cinco medallas en el Campeonato Europeo de Remo entre los años 2009 y 2013.
Participó en dos Juegos Olímpicos de Verano, ocupando el séptimo lugar en Londres 2012 y el quinto en Río de Janeiro 2016, en la prueba de ocho con timonel.

## Palmarés internacional
| Campeonato Mundial | Campeonato Mundial          | Campeonato Mundial | Campeonato Mundial |
| Año                | Lugar                       | Medalla            | Prueba             |
| ------------------ | --------------------------- | ------------------ | ------------------ |
| 2014               | Ámsterdam (Países Bajos)    | Medalla de bronce  | Ocho con timonel   |
| Campeonato Europeo |                             |                    |                    |
| Año                | Lugar                       | Medalla            | Prueba             |
| 2009               | Brest (Bielorrusia)         | Medalla de oro     | Ocho con timonel   |
| 2010               | Montemor-o-Velho (Portugal) | Medalla de plata   | Ocho con timonel   |
| 2011               | Plovdiv (Bulgaria)          | Medalla de oro     | Ocho con timonel   |
| 2012               | Varese (Italia)             | Medalla de oro     | Ocho con timonel   |
| 2013               | Sevilla (España)            | Medalla de plata   | Ocho con timonel   |